# Ignacio Camacho
Ignacio Camacho Barnola (Zaragoza, 4 de maio de 1990) era um futebolista espanhol que atuava como volante. 

## Carreira
Camacho começou a carreira no Real Zaragoza.

## Título
Atlético de Madrid
- Liga Europa: 2009-10
- Supercopa Europeia: 2010

Málaga
- Torneio da Costa do Sol : 2011, 2012

Seleção Espanhola
- Eurocopa Sub-21 : 2013
- Eurocopa Sub-17 : 2007

### Outros Torneios
Atlético de Madrid
- Troféu Teresa Herrera : 2009